# Ranunculus jovis
Ranunculus jovis A. Nelson – gatunek rośliny z rodziny jaskrowatych (Ranunculaceae Juss.). Występuje endemicznie w Stanach Zjednoczonych, w stanach Utah, Kolorado, w północnej Nevadzie, południowo-wschodniej części Idaho, zachodniej części Wyoming oraz w południowo-zachodniej Montanie. 

## Morfologia
PokrójBylina dorastająca do 3–10 cm wysokości. Korzenie są bulwiaste.
LiścieMają deltoidalny kształt, są złożone z prawie lancetowatych segmentów. Mierzą 1–3 cm długości.
KwiatySą pojedyncze lub zebrane po 2–4 w kwiatostanach. Pojawiają się na szczytach pędów. Mają 5 eliptycznych działek kielicha, które dorastają do 3–7 mm długości. Mają 5 owalnych i żółtych płatków o długości 6–12 mm.
OwoceOwłosione niełupki o długości 1–2 mm. Tworzą owoc zbiorowy – wieloniełupkę o kulistym lub cylindrycznym kształcie i dorastającą do 3–7 mm długości.

## Biologia i ekologia
Rośnie na skalistych zboczach w miejscach, w których zalega śnieg. Występuje na wysokości od 1700 do 3000 m n.p.m. Kwitnie od kwietnia do lipca. Latem preferuje stanowiska w cieniu. Dobrze rośnie na ubogim i dobrze przepuszczalnym podłożu.